# Faramea coffeoides
Faramea coffeoides är en måreväxtart som beskrevs av Charlotte M. Taylor. Faramea coffeoides ingår i släktet Faramea och familjen måreväxter. Inga underarter finns listade i Catalogue of Life.